# Sielsowiet Gródek
Sielsowiet Gródek (biał. Гарадзілаўскі сельсавет, ros. Городиловский сельсовет) – sielsowiet na Białorusi, w obwodzie mińskim, w rejonie mołodeczańskim. Siedziba urzędu mieści się w Gródku.

## Miejscowości
- agromiasteczko:
  - Sielewce
- wsie:
  - Aleksandrowo
  - Bielewo
  - Bobry
  - Czerniewo
  - Czerniewszczyzna
  - Dorochy
  - Drowasze
  - Dzierazki
  - Gierduciszki
  - Gościły
  - Gródek
  - Gudowszczyzna
  - Jermaki
  - Kamieńszczyzna
  - Kiczyno
  - Kiłtowce
  - Krasnaarmiejskaja (d. Kabany)
  - Kulesze
  - Lalkowszczyzna
  - Murzy
  - Ogrodniki
  - Paradowszczyzna
  - Piotrowszczyzna
  - Pożaryszcze
  - Pronczejkowo
  - Siemierniki
  - Szałygi
  - Tuczyno
  - Waśkowce
  - Wołczki
  - Wydrycze
- nieistniejące miejscowości:
  - Brody
  - Dońki
  - Dowcewicze
  - Duszczyce
  - Poniatowszczyzna
  - Wiałorucz
  - Smolni
  - Halejki
  - Czerskie Łuki
  - Baciejki
  - Glinianka (Gliniszcze)
  - Wilczy Ług
  - Kruszyńszczyzna
  - Soroczyn
  - Szyszki
  - Milucino
  - Uhły
  - Lesuny